# Philautus odontotarsus
Philautus odontotarsus és una espècie de granota que es troba a la Xina, Vietnam i, possiblement també, a l'Índia, Laos i Myanmar.
Està amenaçada d'extinció per la pèrdua del seu hàbitat natural.